# 콜 (화장품)

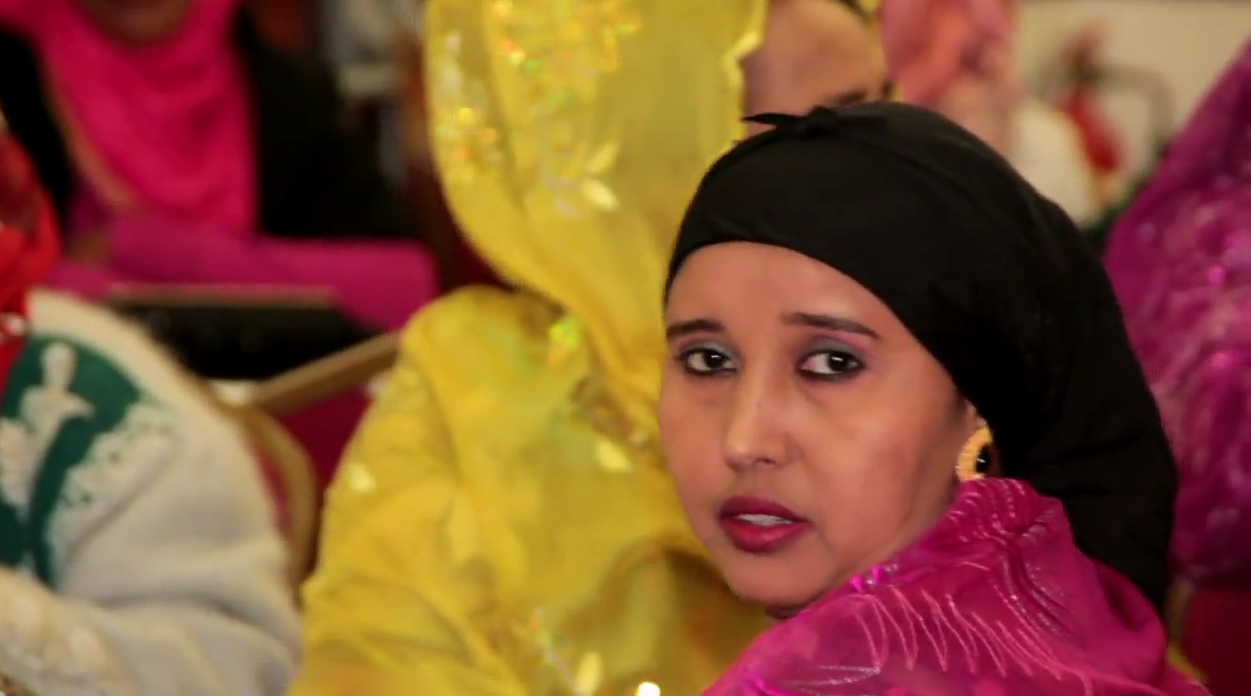
콜을 바른 소말리족 여성

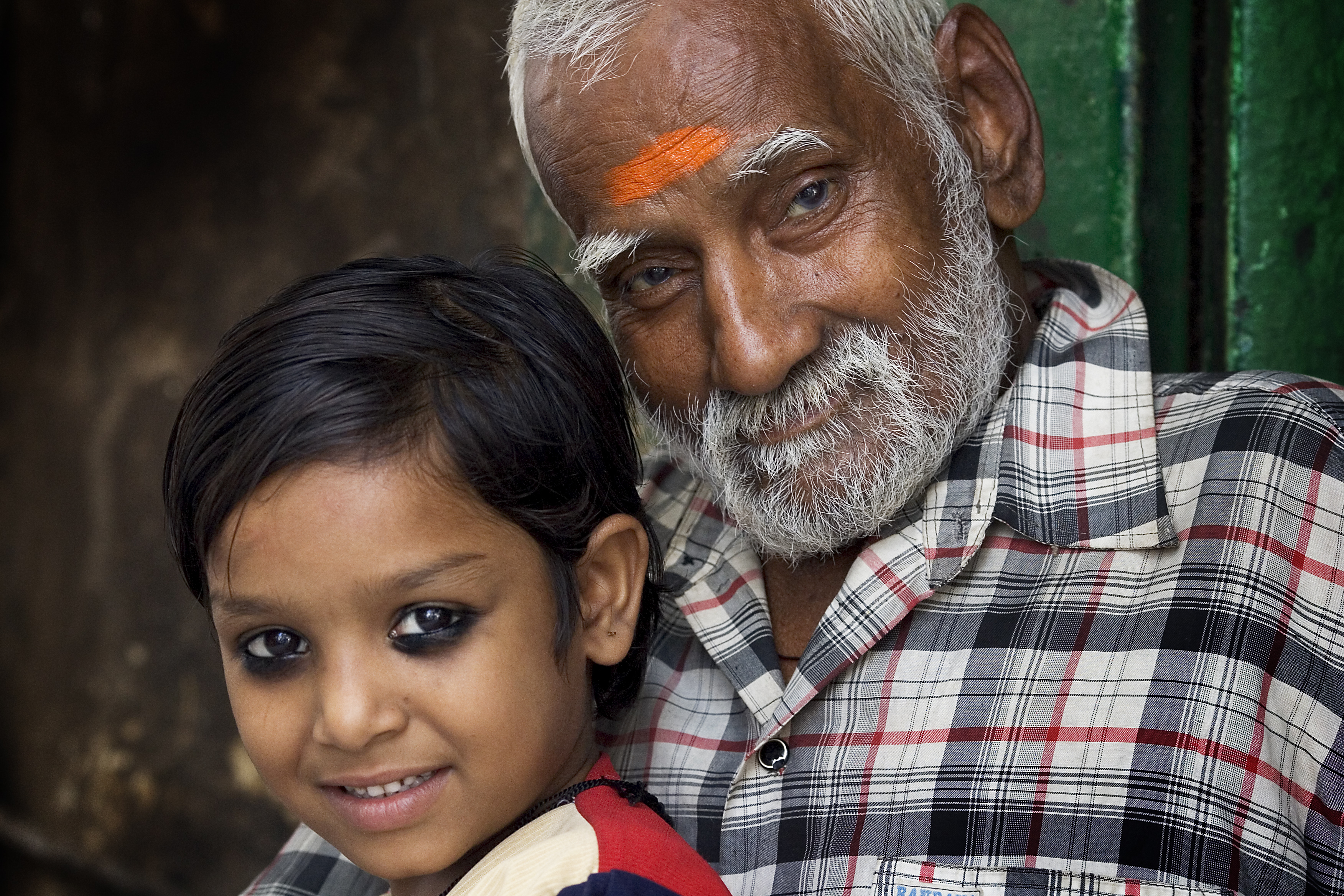
콜을 바른 바라나시에 사는 아이의 모습

콜(Kohl)은 고대서부터 전해져 내려온 눈 주변에 바르는 검은색 화장품이다. 화장품의 주 원료는 휘안석(Sb2S3)이다. 남아시아, 중동, 북아프리카, 아프리카의 뿔 지역 그리고 서아프리카 일부 지역에서 현대의 아이라이너, 마스카라와 같은 용도로 사용했다. 대개 여성들이 사용했으나, 일부 남성과 아이들도 사용했다.